# Xutos
Segons la mitologia grega, Xutos (en grec antic: Ξοῦθος) va ser un heroi, fill d'Hel·lè i d'Orseida.
Els seus germans Doros i Èol el van expulsar de Tessàlia i marxà cap a Atenes, on va ajudar el rei Erecteu a combatre els eleusins. El rei, agraït, li va concedir la mà de la seua filla Creüsa, amb la qual va ser pare d'Aqueu, i alguns també li atribueixen la paternitat d'Ió.
Mort el seu sogre, va cedir la corona de l'Àtica a Cècrops, i els altres fills d'Erecteu el van expulsar del país i es va retirar a l'Acaia.